# Kendra Wecker
Kendra Renee Wecker (ur. 16 grudnia 1982 w Marysville) – amerykańska koszykarka występująca na pozycji niskiej skrzydłowej.
W szkole średniej i na studiach trenowała też rzut oszczepem. W 2000 została mistrzynią zawodów młodzieżowych NACAC International Javelin. Jako oszczepniczka zdobyła mistrzostwo stanu szkół średnich w 2001. Ustanowiła rekord zawodów 2001 Golden West Championships oraz dwukrotnie wygrała zawody Kansas Relays. Została też zaliczona do składu All-American (2000, 2001) zarówno w rzucie oszczepem, jak i koszykówce. Otrzymała także tytuł oszczepniczki roku amerykańskich szkół średnich (2001).
W 2001 została uznana najlepsza koszykarką stanu szkół średnich (przez USA Today, Gatorade, Kansas Sports Hall of Fame, Miss Kansas Basketball). Została zaliczona do składu WBCA High School All-America, czterokrotnie do First Team All-Class i trzykrotnie do First Team All-State. Była też trzykrotną laureatką nagrody dla najlepszej koszykarki 4A.
Jako koszykarka Kansas State Wildcats została pierwszą zawodniczką w historii klubu, która przekroczyła granicę 2000 zdobytych punktów i 1000 zebranych piłek.

## Osiągnięcia
Na podstawie, o ile nie zaznaczono inaczej.

### NCAA
- Uczestniczka rozgrywek:
  - Sweet 16 turnieju NCAA (2002)
  - turnieju NCAA (2002–2005)
- Mistrzyni sezonu zasadniczego konferencji Big 12 (2004)
- Koszykarka roku konferencji Big 12 (2005)
- Laureatka Senior Class Award (2005)[3]
- MVP turnieju Commerce Bank Wildcat Classic (2002)
- Zaliczona do:
  - I składu:
    - All-America (2005 przez Associated Press)
    - Big 12 (2003–2005)
    - turnieju:
      - Big 12 (2002)
      - St. Thomas Paradise Jam (2002)
      - Commerce Bank Wildcat Classic (2002)

    - Academic All-Big 12 (2002)

  - III składu:
    - All-America (2003 przez Associated Press, 2004 przez Associated Press)
    - Big 12 (2002)

  - składu Big 12 Commissioner's Honor Roll (2001/2002 – 2x)
  - Kansas Sports Hall of Fame (2011)
- Liderka konferencji Big 12 w:
  - średniej
  - liczbie:
    - punktów (2003 – 646)
    - zbiórek w obronie (2003 – 211, 2005 – 222)
    - celnych rzutów z gry (2003 – 257)
- Koszykarka miesiąca NCAA (luty 2005 według WBCA)[8]
- Najlepsza debiutantka tygodnia konferencji Big 12 (2001/2002 – 2x)

### WNBA
- Zwyciężczyni konkursu NBA RadioShack Shooting Stars (2006 wspólnie z Tonym Parkerem i Steve’em Kerrem z San Antonio Spurs)

### Drużynowe
- 4. miejsce podczas mistrzostw Hiszpanii (2007)
- Uczestniczka międzynarodowych rozgrywek FIBA EuroCup (2006/2007)

### Reprezentacja
- Mistrzyni świata U–21 (2003)